# Risorgimento
O Risorgimento (em português: Ressurgimento) é o movimento na história italiana que buscou unificar o país entre 1815 e 1870, que era uma coleção de pequenos Estados submetidos a potências estrangeiras.
Na luta sobre a futura estrutura da Itália, a monarquia constitucional, encabeçada na pessoa do rei Vítor Emanuel II do Reino da Sardenha, apoiado pelos conservadores liberais, teve sucesso quando em 1859–1861 se formou a Estado-nação, sobrepondo-se aos partidários da extrema-esquerda, maçons carbonários, jacobinos, republicanos e democráticos, que militavam sob Giuseppe Mazzini e Giuseppe Garibaldi. A desejada unificação da Itália se deu assim sob a Casa de Saboia, com a anexação ao Reino da Sardenha, da Lombardia, do Vêneto, do Reino das Duas Sicílias, do Ducado de Módena e Reggio, do Grão-Ducado da Toscana, do Ducado de Parma e Placência e dos Estados Pontifícios.
Na primeira fase do Risorgimento (1848–1849), desenvolveram-se vários movimentos revolucionários e uma guerra nacionalista contra o Império Austríaco, mas concluiu-se sem modificação do status quo.
A segunda fase, em 1859-1860, prosseguiu no processo de unificação e concluiu com a declaração da existência de um Reino de Itália. Completou-se com a anexação de Roma, antes a capital dos Estados Pontifícios, em 20 de setembro de 1870.

## Antecedentes

Mapa animado ilustrando o processo de unificação da península itálica.

Napoleão Bonaparte criou diversos estados na península Itálica: Reino da Etrúria, Reino de Itália (1805-1814) e entregou o governo do Reino de Nápoles ao seu irmão José. Durante esse período, esses territórios passaram por reformas liberais e pela extinção dos privilégios feudais e eclesiásticos. Após o Congresso de Viena, com a conferência de paz que se seguiu à derrota de Napoleão, e a liquidação do sistema, a península Itálica ficou dividida e subjugada. A Áustria dominava a Lombardia, Vêneto (Venécia) e Istria; os ducados de Parma, Módena e Toscana eram regidos pelos arquiduques austríacos; o Piemonte, que integrava o Reino de Sardenha junto com o Ducado de Saboia e Gênova, era governado pela casa de Saboia; o Papa governava os Estados Pontifícios, estendendo sua autoridade às províncias do Adriático, e os Bourbons voltavam ao Reino das Duas Sicílias.
Em todas essas regiões, foi estabelecido o absolutismo ou a monarquia tradicional, esta última baseada nas decisões das cortes. O único Estado que permaneceu mais ou menos liberal foi o Reino da Sardenha, na ocasião composto das atuais regiões de Piemonte e da Sardenha.
Os governantes do antigo regime, impostos pelo Congresso de Viena, sem apoio popular, governavam com auxílio das forças austríacas.
Entretanto, as ideias revolucionárias e nacionalistas continuavam propagando-se, incentivadas pelo progresso econômico e o amadurecimento das instituições. O incremento da produção têxtil do Reino da Sardenha exigia um vasto mercado global que somente poderia ser a Itália unificada. As ferrovias favoreceram as comunicações e, com elas, a unidade dos diversos Estados. Outro elemento aglutinador era a língua italiana. Os italianos podiam estar separados pelas fronteiras, com monarcas estrangeiros impostos pela Santa Aliança, mas ninguém podia despojá-los do idioma de Dante, Petrarca e Boccaccio. Por outro lado, o romantismo, que se identificou na Itália com o Risorgimento letterario, adquiriu um claro poder político. Assuntos aparentemente literários ou históricos encontravam-se cheios de alusões à escravidão e a tirania. Onde não se tolerava a crítica, empregava-se a sátira.

## As sociedades secretas e o movimento Jovem Itália
As ideias revolucionárias também se propagaram através de sociedades secretas como os carbonários, os adelfos e os neoguelfos.
Durante o domínio napoleônico, formou-se na Itália uma resistência que contou com membros de uma organização secreta – a Carbonária. A Carbonária, uma sociedade mais ou menos maçônica, surgiu em Nápoles, dominada pelo general francês Joaquim Murat, cunhado de Bonaparte. Seu objetivo, como o da maçonaria em geral, era combater a intolerância religiosa, o absolutismo e defender os ideais liberais. Lutava contra os franceses, porque as tropas de Napoleão haviam iniciado uma espoliação da Itália, embora defendessem os mesmos princípios de Bonaparte.
Com a expulsão dos franceses, a Carbonária queria unificar a Itália e implantar uma república com os ideais liberais e anticlericais.

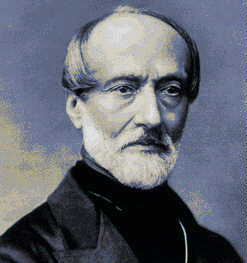
Giuseppe Mazzini (1805-1872), fundador do movimento Jovem Itália.

Os carbonários eram, principalmente, da média e da pequena burguesia e organizavam-se em vendas, cada uma contendo vinte membros, que desconheciam os grandes chefes. Todas as orientações eram transmitidas pelas vendas. Havia uma venda central, composta por sete membros, que chefiava o trabalho das demais. A Carbonária não tinha nenhuma ligação popular, pois como sociedade secreta, não propagandeava suas atividades. Além disso, a Itália era uma região agrícola e extremamente católica, com camponeses analfabetos e religiosos, que tradicionalmente se identificavam com ideias e chefes conservadores. Giuseppe Mazzini (1805-1872), político genovês, entrou para a sociedade dos Carbonários em 1830. Ao ser preso em 1831 por advogar inflamadamente a rebelião, passou a criticar as sociedades secretas, seus ritos e a ineficiência militar. Afinal, elas não conseguiram realizar a unificação italiana e não tinham nenhuma representatividade popular. Da crítica às sociedades, Mazzini passou à ação. Fundou a Jovem Itália, organização paramilitar que pretendia libertar as regiões italianas do domínio austríaco e unificar o país, por meio da educação do povo e da fundação de uma república democrática. Suas palavras de ordem eram: direito dos homens, progresso, igualdade e fraternidade. A sociedade organizou células revolucionárias em toda a península.
A esse movimento democrático opunham-se outras correntes que também pretendiam a unificação italiana. Eram os reformistas monarquistas, contrários à violência proposta por Mazzini e que acreditavam na realização da unidade política em torno do reino sardo-piemontês, sob um regime monárquico constitucional, e os neoguelfos, moderados liderados por Vincenzo Gioberti, que, por intermédio de acordos com a Áustria, queriam formar uma monarquia constitucional sob o controle do papado. O nome neoguelfos tem origem nos guelfos medievais que defendiam que os papas romanos deveriam ter também o poder temporal da Europa.

## Revoltas contra a volta do antigo regime
Em 1820, revoltam-se em Nápoles dois oficiais franceses, Morelli e Silvati, com as suas divisões de cavalaria, ao clamor do rei e ao pretexto da ausência de uma constituição, claramente incitados pela agitação que eclodira pouco antes na Espanha. A revolta começa vitoriosa, o exército agrupa-se quase completamente ao redor dos insurrectos, cujo comando é assumido por Guglielmo Pepe. O rei vê-se forçado a proclamar uma constituição e a formar um governo predominantemente constituído por antigos adeptos de Joaquim Murat. Os acontecimentos em Nápoles se propagam imediatamente à Sicília, onde a revolta assume um caráter autonomista. Em 1821, um movimento de carbonários piemonteses, exige da mesma forma a promulgação de uma constituição, concedida pelo regente do rei Carlos Félix, Carlos Alberto. Mas tanto o movimento napolitano quanto o piemontês são reprimidos. Morelli e Silvati acabam na prisão e com eles muitos outros. No Piemonte, Laneri e Grelli são condenados. E assim quase todos os que tinham se comprometido com as insurreições dos carbonários se vêem forçados a ir para o exílio.
O que caracteriza essas primeiras tentativas é o quase completo afastamento das massas populares e da burguesia. São movimentos conduzidos por oficiais e descendentes da nobreza, com ideais de liberdade, constituição e parlamento, muito distantes das preocupações da população, ligada à agricultura principalmente, tais como repartição de terras, contratos de arrendamento e a situação geral dos camponeses. As insurreições seguintes, de 1831, sobretudo nos Estados da Igreja, em Módena e em Parma, igualmente reprimidos em sangrentos combates, continuam a não mostrar modificações nesta esfera.

## A Revolução de 1848 e a tentativa de unificação de Carlos Alberto

A península Itálica em 1843, dividida em oito Estados.

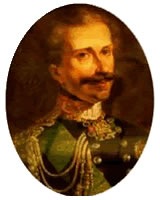
Carlos Alberto de Savoia-Carignano.

O movimento de unificação de Itália foi desencadeado pela revolução de 1848–1849. Após a Revolução de Julho, na França, nacionalistas italianos começaram a apoiar Mazzini e o movimento Jovem Itália. Foram incentivados pelo liberal Carlos Alberto da Sardenha, que havia assumido o trono da Sardenha e que se tornara o governante de Piemonte em 1831. O rei Carlos Alberto adotou uma forma de governo diferente dos demais: o parlamentarismo. Seguindo, inclusive, orientações do Papa Pio IX, que abolira o absolutismo nos Estados Pontifícios, dando anistia aos condenados políticos, promulgou uma Constituição liberal (o Estatuto Fundamental). Administrador capaz, reformou o sistema financeiro e reforçou o exército. Em 1847, Camilo Benso, o Conde de Cavour, começou a editar um jornal chamado Il Risorgimento, influenciando largamente o rei, que, convicto da necessidade de expulsar os austríacos da Lombardia e de Veneza, declarou guerra à Áustria em 1848, contando unicamente com suas próprias forças (seu lema era "L'Italia fará da sé"). Os sardo-piemonteses tiveram que lutar sozinhos, sendo derrotados em Custozza (1848) e Novara (1849). As condições de paz eram humilhantes para serem aceitas e, acreditando que sua utilidade para o país havia terminado, Carlos Alberto abdicou em 23 de março de 1849 em favor de seu filho Vitor Emanuel II (1849-1878) e se exilou em Portugal, vindo a morrer meses depois.
Entre 1848 e 1849, começam as tentativas de unificação do reino da Itália. Durante esse período, os revolucionários proclamam pelo menos três repúblicas, a de São Marcos, a Toscana e a República Romana. Essa última república foi proclamada quando, em 1849, Giuseppe Mazzini comandou uma revolução em Roma. Os revoltosos cercaram o palácio do Quirinal, onde morava o Papa Pio IX, e o ameaçaram seriamente. Para salvar-se, o pontífice, dissimulado sob outros trajes, fugiu para Gaeta, fortaleza localizada no Reino das Duas Sicílias (24 de novembro de 1848). Em 9 de fevereiro de 1849, uma assembleia constituinte em Roma proclamou a República Romana. Um dos primeiros atos da nova república foi a elaboração de uma constituição que pudesse ser utilizada por uma Itália unida. Pio IX apelou para as potências europeias, pois o Congresso de Viena tinha reconhecido e confirmado as fronteiras dos Estados da Igreja. Nações católicas como a Áustria, a França e a Espanha mandaram tropas para atacar Roma e a república foi abolida em julho de 1849. O Papa voltou à sua capital em 1850.

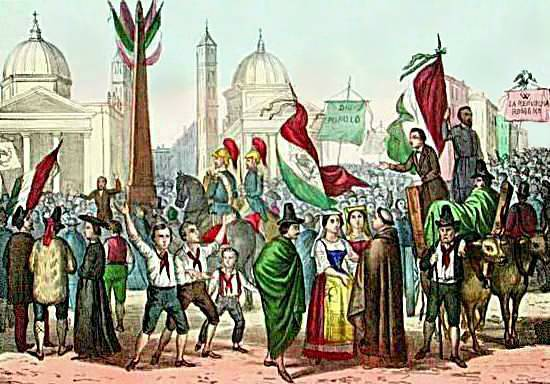
Proclamação da República Romana (1849).

O movimento de Mazzini, a Jovem Itália, apesar de outras tentativas de insurreição, em 1853, enfraquecia. As forças que queriam construir uma Itália unida mais modernista e progressita foram vencidas.
Depois da onda revolucionária, os partidos mais tradicionais cresceram, promovendo posteriormente a unidade italiana mais moderada, sob a égide do Reino da Sardenha.

A derrota dos revolucionários provocou a restauração do monarquia tradicional e do absolutismo em quase todos os Estados italianos. O único reino que manteve uma constituição liberal foi o Piemonte-Sardenha. Quase todos os partidos empenhados na unificação depositaram aí suas esperanças.

## Vitor Emanuel e Cavour

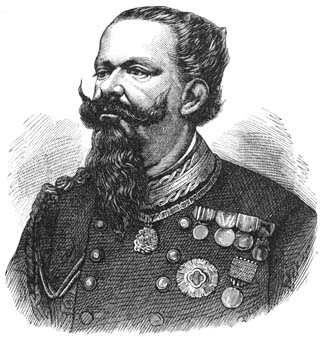
Vítor Emanuel II, nascido em Turim, no Piemonte. Ascendeu ao trono em 1849 com a abdicação do pai, Carlos Alberto de Saboia.

Vitor Emanuel II subiu ao trono do Reino de Sardenha com 29 anos. Destemido na guerra, embora não tão bem dotado como governante, mostrou coragem ao rejeitar as imposições da Áustria para que revogasse a constituição de seu pai, embora esta atitude tenha lhe custado extensos territórios. Mas ao insistir em conceder anistia aos italianos que haviam se revoltado contra os austríacos, tornou-se um herói para seu povo, atraindo vários partidários de ideias unificadoras. Apesar da derrota de seu pai, seu reino crescia a cada dia em população e progresso, tornando-se o centro do movimento nacionalista.

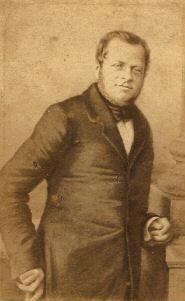
Camilo Benso, o Conde de Cavour. (1810–1861).

Após a derrota frente à Áustria, em 1852, Vítor Emanuel II nomeou como chefe de gabinete o Conde de Cavour (1810–1861), líder do Partido Moderado e descendente de ricos latifundiários. Este político queria dar à Itália uma constituição de tipo britânico e era partidário da unificação da Itália, acreditando que a Casa de Saboia deveria liderar o processo. Um dos principais obstáculos à unidade italiana era a Áustria, que possuía muitos territórios no Norte da Itália. Cavour atuou em duas frentes para derrotá-la: no reaparelhamento militar e econômico do Piemonte-Sardenha e na diplomacia internacional para conquistar aliados contra aquele país.
Internamente, Cavour procurou desenvolver a indústria, o comércio, as ferrovias e o exército sardo-piemontês. Externamente, participou da Guerra da Crimeia (1854-1856) contra a Rússia, ao lado da França e da Inglaterra, para obter apoio contra a Áustria. Em 1855, Napoleão III, que tinha simpatia pela causa italiana e era contrário aos tratados de Viena, perguntou a Vitor Emanuel II e ao seu primeiro-ministro, Cavour, qual a contribuição que a França poderia dar à Itália. Em 1856, França e Inglaterra debatiam abertamente o problema do obscurantismo predominante nos Estados Pontifícios e no Reino das Duas Sicílias, chegando à conclusão de que as duas potências tinham a responsabilidade de modificar essa situação. Cavour utiliza-se da Conferência de Paris, após a guerra, para denunciar a Áustria e despertar o interesse das nações europeias para a causa italiana.
Ele e Napoleão III se reuniram secretamente em Plombières, no verão de 1858. No final do encontro, a França se comprometeu a apoiar o Reino da Sardenha em caso de invasão austríaca. Confiando nessa promessa, Cavour logo iniciou uma política beligerante contra os austríacos, tentando envolvê-los numa guerra contra o Piemonte-Sardenha.

## Guerras de Independência
Ver também: Primeira Guerra de Independência Italiana, Segunda Guerra de Independência Italiana, Terceira Guerra de Independência Italiana e Guerra Austro-Prussiana

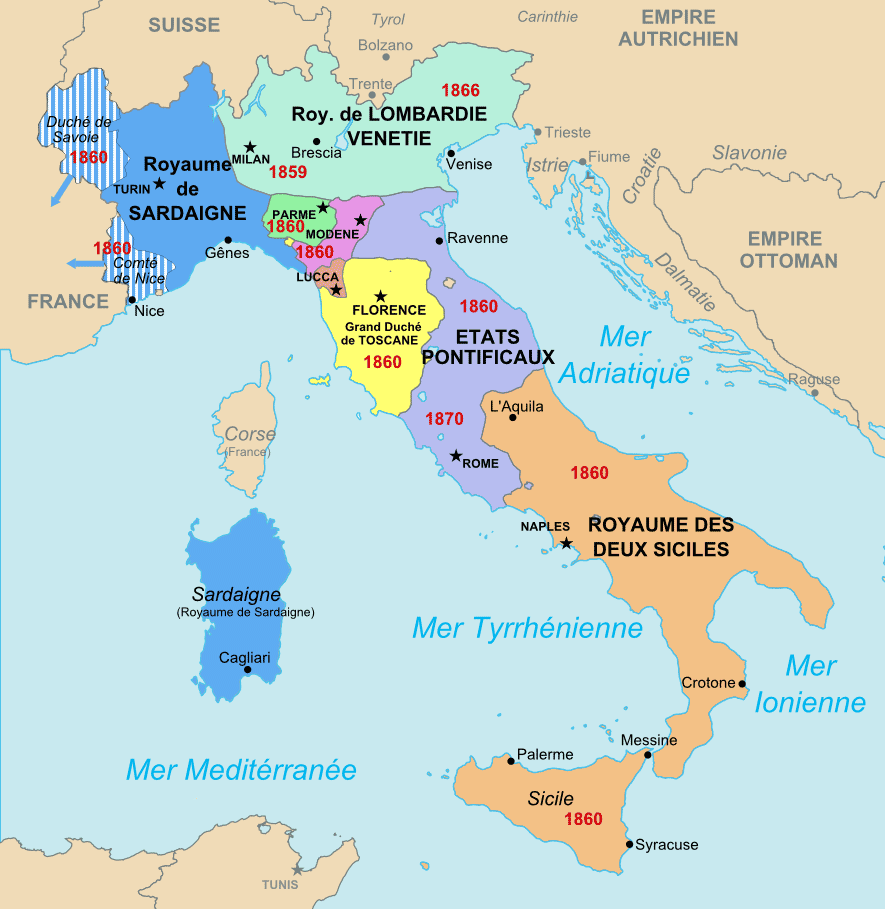
Unificação de Itália com a invasão e anexação francesa de Nice e de Saboia em 1860.

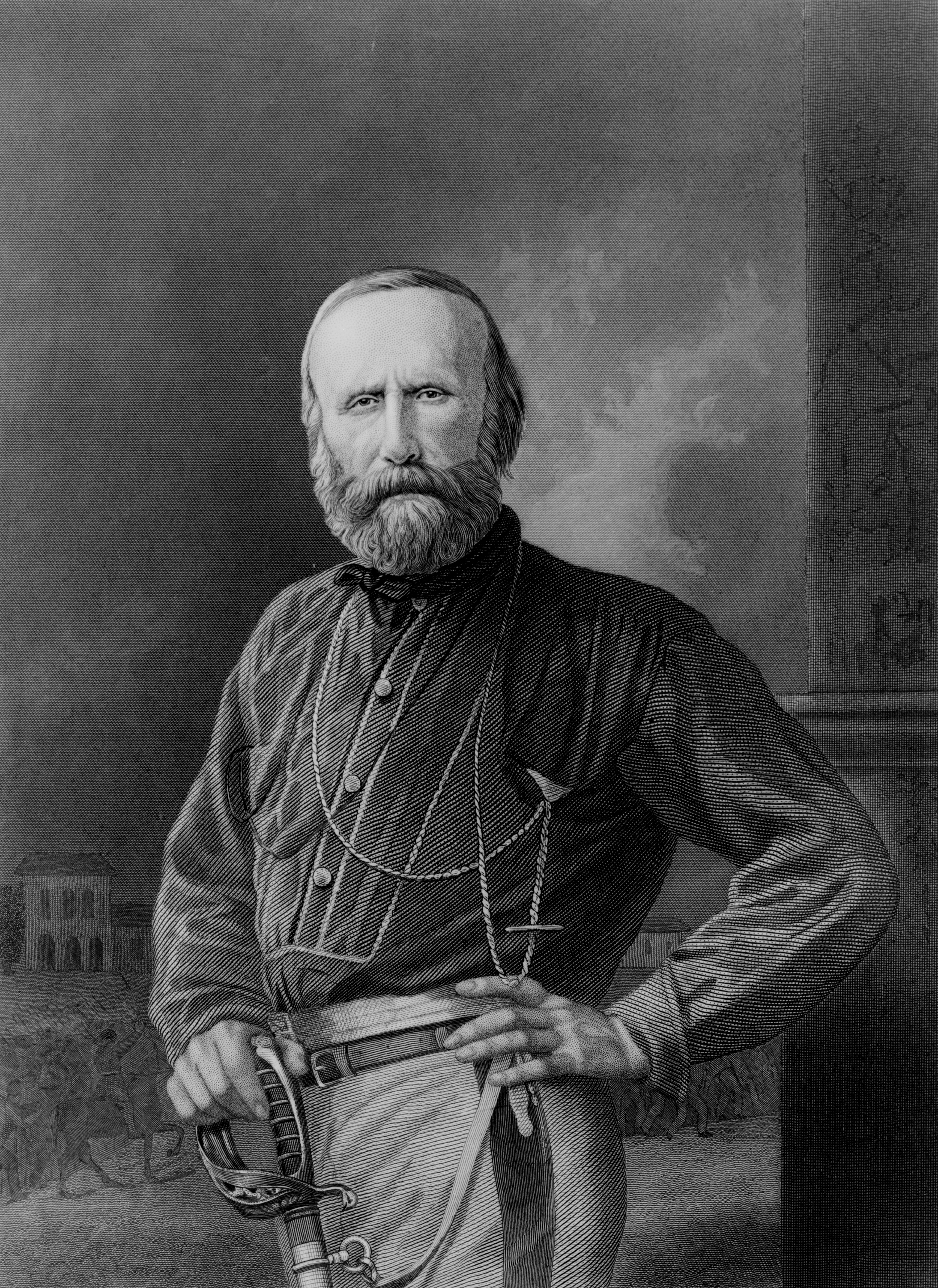
Giuseppe Garibaldi. Partidário do movimento Jovem Itália, teve de deixar o país em 1834, regressando catorze anos depois.

Entre 1848 e 1866 os exércitos do Reino de Sardenha e do Império Austríaco combateram três guerras que, com êxitos alternados, levaram à libertação da maior parte do Norte da península Itálica do domínio austríaco.
A primeira guerra se desenvolveu em 1848–1849 e terminou com a derrota do exército sardo-piemontês. A segunda guerra se desenvolveu em 1859, quando o Reino de Sardenha se aliou à França e terminou com a derrota da Áustria e a formação do núcleo que originaria o reino de Itália. A terceira guerra ocorreu em 1866 e o Reino de Itália aliou-se à Prússia contra a Áustria. Graças à vitória do exército prussiano contra a Áustria, o reino de Itália adquiriu o controle sobre o Vêneto.
Os austríacos invadiram o Piemonte, parte do Reino da Sardenha, em 1859, iniciando a Segunda Guerra de Independência Italiana que teve a França lutando ao lado da Sardenha. A partir do Sul, voluntários aderiram à guerra sob a liderança de Giuseppe Garibaldi, um dos próceres do movimento de unificação do país, chamado a intervir para conferir a este conflito um caráter mais popular.
Os povos dos ducados de Módena e Parma, governados por duques ligados ao Império Austríaco, expulsaram seus governantes. A Toscana, seguida por outros estados, revoltou-se e juntou-se ao Reino da Sardenha.
Na frente de batalha ao norte, os austríacos sofreram retumbantes derrotas frente aos franceses e sardo-piemonteses nas batalhas de Montebello (20 de maio de 1859), Magenta (4 de julho de 1859) e Solferino (21 de junho de 1859).

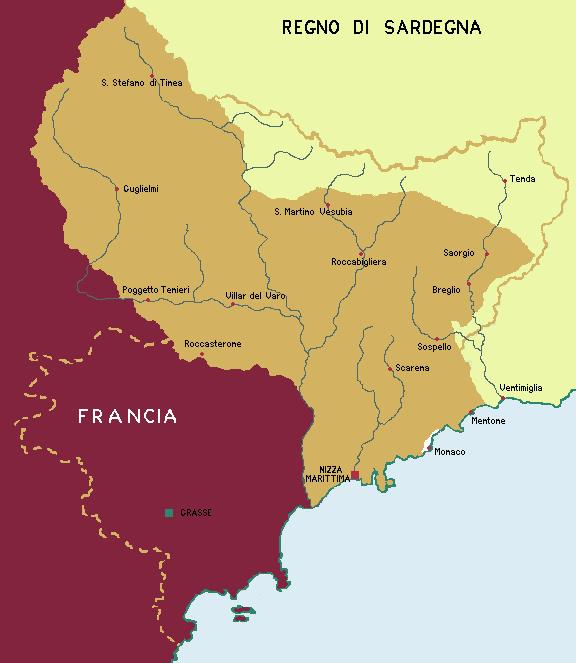
Mapa que mostra Nice e a área do Reino da Sardenha invadido e anexado em 1860 à França (marrom-claro) e à Itália (amarelo).

Se as hostilidades continuassem, é muito provável que os austríacos tivessem sido expulsos por completo da península Itálica. Apesar das vitórias, o governante francês, amedrontado pela possibilidade da guerra evoluir para uma revolução, pela violenta campanha dos católicos franceses (protestando contra o ataque aos Estados da Igreja) e pela possibilidade de a Prússia entrar no conflito em apoio ao imperador Francisco José I da Áustria (a Prússia concentrou poderoso exército nas fronteiras com a França), preferiu assinar um armistício em Villafranca.
Em 10 de novembro de 1859, foi firmado o Tratado de Zurique que confirmava o controle da Áustria sobre o Vêneto, cedia a Lombardia à França e estabelecia o retorno ao trono dos soberanos de Toscana, Parma e Módena. Este desrespeito de Paris para com a aliança franco-italiana foi denunciado por Karl Marx e Engels, em artigos publicados em jornais europeus e italianos.
Ainda que Napoleão III repassasse, posteriormente, a Lombardia ao Piemonte-Sardenha, as condições do armistício provocaram indignação nos patriotas. Os ducados de Toscana, Parma e Módena não reempossaram seus soberanos. Esses ducados e parte dos Estados Pontifícios (as Marcas e a Úmbria) optaram, mediante plebiscitos populares, pela união com o Piemonte-Sardenha. Napoleão III concordou, desde que a França recebesse o Ducado de Saboia e Nice. No mesmo ano, foi feito um plebiscito nessas duas regiões, que passaram à França, praticamente por unanimidade.
Olhando com desconfiança para a política francesa na Itália, uma vez que ela visava aumentar a zona de influência de Paris, desequilibrando as forças no continente europeu, o governo inglês preferiu apoiar a criação de um Estado unificado na Itália, impedindo que a França assumisse o papel de árbitro na política peninsular.

## A conquista da Sicília

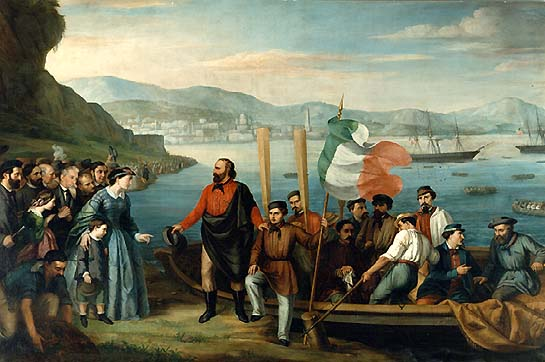
Garibaldi partindo para a conquista da Sicília.

Em Abril de 1860, iniciou-se uma insurreição camponesa na Sicília, para onde se dirigiu Garibaldi. Em Maio de 1860, o lendário Giuseppe Garibaldi – líder da Sociedade Nacional, um movimento criado por ele e Pallavicino, com o apoio do Conde de Cavour e que tinha por finalidade unificar a Itália – partiu de Gênova e desembarcou em Marsala com um exército popular de 1 070 homens conhecido como os "mil de Garibaldi" ou os "mil camisas-vermelhas", porque estes voluntários usavam camisas-vermelhas.
Dentro de duas semanas, os revolucionários chegaram à cidade de Palermo, obtendo a capitulação de um exército regular de 20 mil homens. Em setembro, Garibaldi entrou em Nápoles, sendo logo seguido pelo exército de Vítor Emanuel II, que havia conquistado os Estados Pontifícios. Garibaldi assumiu o poder em Nápoles, com o apoio incondicional de uma parte considerável da população, com exceção dos camponeses, que não constituíam uma forte oposição aos latifundiários.
Republicano convicto, Garibaldi opunha-se à política da Casa de Saboia, pois ela daria ao país o regime monárquico. Apesar disso, Garibaldi voluntariamente reconheceu a autoridade de Vítor Emanuel quando esta foi exigida por Cavour e entregou o Reino das Duas Sicílias ao rei, pois preferia ver uma Itália monárquica unida a uma Itália desunida. Vítor Emanuel foi proclamado, em 17 de março de 1861, rei da Itália, cuja capital passou de Turim para Florença em 1865, já falecido Cavour. Em 1861, a comunidade internacional, com exceção da Áustria, reconheceu o nascimento do novo Estado italiano.

## A proclamação do Reino de Itália
Em 18 de fevereiro de 1861, Vítor Emanuel II reuniu em Turim os deputados de todos os Estados que reconheciam sua autoridade e assumiu, em 17 de março, o título de Rei da Itália "por graça de Deus e vontade da nação", mantendo porém o número que lhe cabia como soberano do Reino da Sardenha. O Reino da Itália foi governado com base na constituição liberal adotada por seu pais no Reino da Sardenha em 1848 (Estatuto Albertino).

## Veneza e Roma
Ainda permaneciam fora do Reino de Itália o Vêneto (em poder da Áustria) e Roma (em poder do papa). Negociações diplomáticas, realizadas pelo governo italiano com a Áustria e com o Papa fracassaram.
Em 1866, o Reino da Prússia entrou em guerra com a Áustria, auxiliada pelo novo Estado italiano. Garibaldi e os seus homens sofreram muitas derrotas, mas as tropas da Prússia ditaram o resultado final deste conflito. Após a assinatura da Paz de Viena em 1868, a Áustria foi coagida a renunciar ao Vêneto e a região foi integrada ao Reino de Itália.
Em 1862, Garibaldi tentara conquistar Roma, mas fora vencido. Em 1867, tentou novamente, porém o imperador francês Napoleão III, pressionado pelos católicos de seu país, invadiu Roma e recolocou o Papa no trono. Pela importância histórica da cidade, antiga capital do Império Romano e sede da cristandade ocidental, a Itália sem Roma era como um homem sem cabeça. Os partidários da unificação queriam transformá-la na capital do novo reino. Os obstáculos eram o exército francês, que ocupava a cidade e o papa, que controlava as amplas massas italianas, majoritariamente católicas.

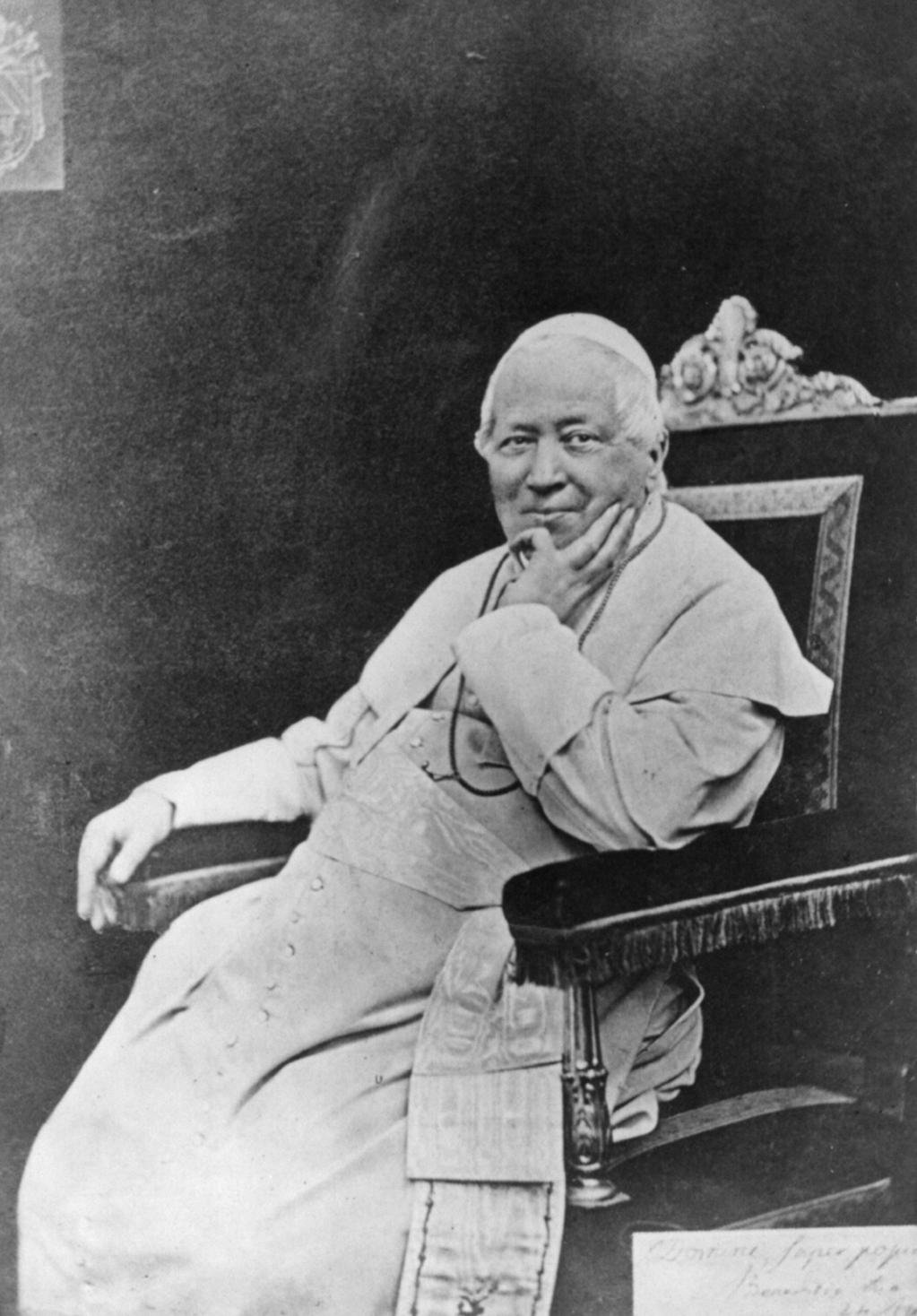
Papa Pio IX.

O primeiro obstáculo foi removido com a Guerra Franco-Prussiana (1870-1871). Devido a essa guerra, as tropas francesas foram retiradas da "Cidade Eterna" para combater os prussianos, e os italianos invadiram a cidade, que foi ocupada pelas tropas de Vítor Emanuel em 20 de setembro de 1870, sendo transformada na capital do reino que se formava. Em 13 de março de 1871, Vítor Emanuel ofereceu como compensação ao Papa uma indenização e o compromisso de mantê-lo como chefe do Estado do Vaticano, um bairro de Roma onde ficava a sede da Igreja — as leis de garantia.
O Papa Pio IX, consciente de sua influência sobre os católicos italianos e desejando conservar o poder da Igreja, recusou as duas ofertas e declarou-se prisioneiro voluntário do Estado italiano. Além disso, proibiu os católicos italianos de votar nas eleições do novo reino.
Essa incómoda questão de disputas entre o Estado e a Igreja, chamada Questão Romana, só terminou em 1929, quando o ditador fascista Benito Mussolini, necessitando de apoio da Igreja e dos católicos, assinou com o Papa Pio XI a Concordata de São João Latrão. Por esse tratado, firmou-se um acordo pelo qual se criava o Estado do Vaticano, o Sumo Pontífice recebia indenização monetária pelas perdas territoriais, o ensino religioso era obrigatório nas escolas italianas e se proibia a admissão em cargos públicos dos sacerdotes que abandonassem a batina.

## As províncias irredentas
A unificação da Itália ainda não se havia completado. Algumas províncias como Trentino, Tirol Meridional, Trieste, e Ístria, continuavam sob domínio austríaco, sendo chamadas de províncias irredentas, isto é, não libertadas. Nessas regiões, irrompeu um movimento de caráter nacionalista: o Irredentismo. Ao final da Primeira Guerra Mundial, partes dessas regiões foram incorporadas à Itália.

## Mapas do processo de unificação

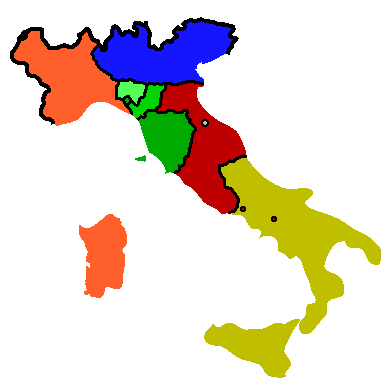
Os Estados italianos em 1859: em laranja o Reino de Sardenha, em amarelo o Reino das Duas Sicílias, em vermelho os Estados Pontifícios, em azul o Reino Lombardo-Vêneto e em verde o Grão-ducado da Toscana e os Ducados de Parma e de Modena
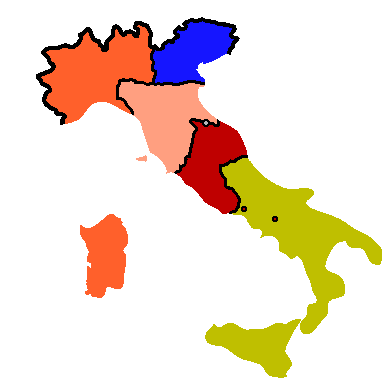
Reino de Sardenha (em laranja) em 1860 depois da anexação da Lombardia, do Grão-ducado da Toscana, dos Ducados emilianos e da Romanha pontifícia.
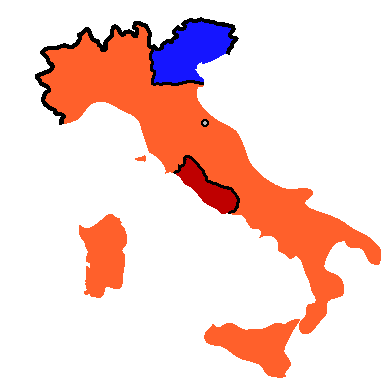
O Reino de Sardenha depois da Expedição dos Mil, depois denominado Reino de Itália (1861)
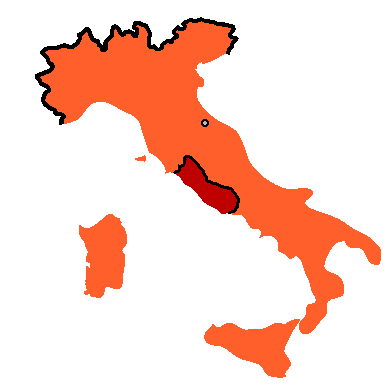
O Reino de Itália em 1866 depois da Terceira Guerra de Independência
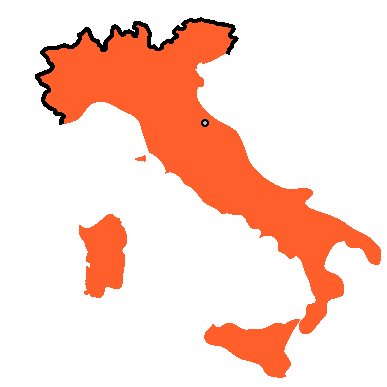
O Reino de Itália em 1870 depois da conquista de Roma
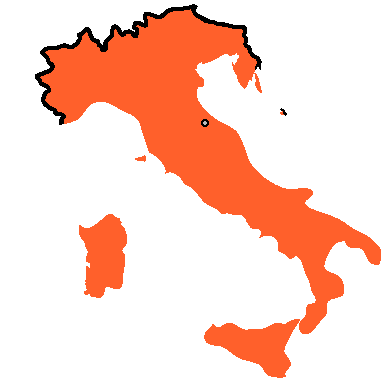
O Reino de Itália em 1919 depois da Primeira Guerra Mundial
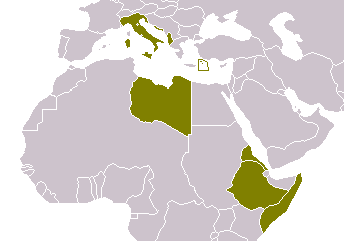
Império italiano em 1940
República Italiana, em 1946